# Cala a boca, Galvão
Cala a boca, Galvão foi um meme da Internet divulgado por brasileiros principalmente via Twitter em 11 de junho de 2010. O meme ficou famoso, pois nele os internautas tiravam sarro e reclamavam sobre o narrador esportivo Galvão Bueno em relação as suas falas e seus comentários durante os jogos da Copa do Mundo FIFA de 2010.

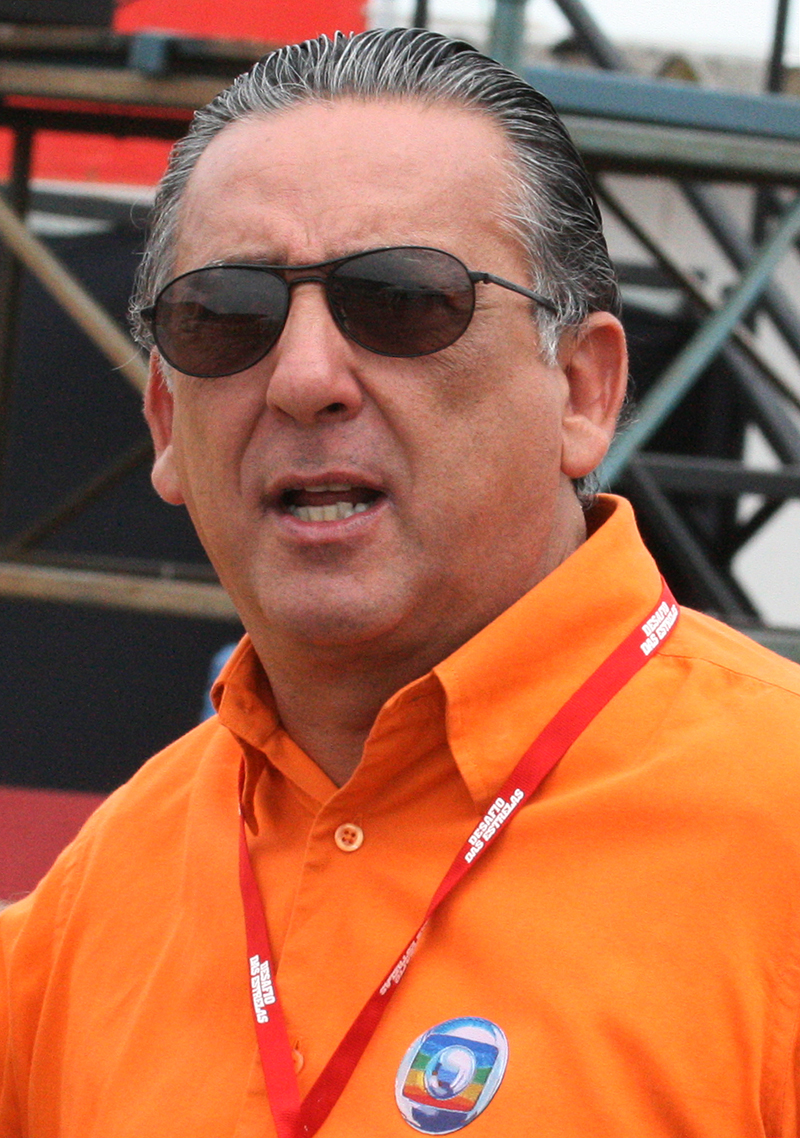
Galvão Bueno em 2007.

A reação internacional de não brasileiros foi confusa, sendo "explicado" que se tratava de um movimento para salvar um pássaro brasileiro ameaçado de extinção. Mais tarde, um vídeo do YouTube foi feito para apoiar a farsa.